# Ruta Nacional 40A (Colombia)
La Ruta Nacional 40A es una ruta colombiana de tipo transversal que pretende iniciar en el municipio de Buga, departamento del Valle del Cauca y finalizar en el municipio de Melgar, departamento del Tolima. Sería una ruta alterna a la Ruta Nacional 40 que permitiera conectar Bogotá con el Pacífico colombiano a través del Valle del Cauca y del Tolima sin necesidad de pasar por el Alto de La Línea.    

## Antecedentes
La ruta fue establecida en la Resolución 339 de 1999 a pesar de que no posee tramos intermedios definidos, aunque oficialmente no está eliminada, la vía no existe y no hay planes a mediano ni largo plazo para construir una ruta alternativa a la Ruta Nacional 40 por el Alto de La Línea.

## Descripción de la ruta
La ruta estaba dividida de la siguiente manera:
| Código | Tipo  | Recorrido                 | Situación Actual        |
| ------ | ----- | ------------------------- | ----------------------- |
| 40A01  | Tramo | Buga - Sitio Intermedio   | - Carretera Inexistente |
| 40A02  | Tramo | Sitio Intermedio - Melgar | - Carretera Inexistente |

## Municipios
Las ciudades y municipios por los que recorre la ruta son los siguientes:
Convenciones:
- Fondo Azul : Recorrido actual.
- Fondo Gris : Recorrido anterior.
- Negrita: Cabecera municipal.
- Texto azul: Ríos.
- Texto verde: Parques nacionales.

| Tramo | Municipio | Recorrido                       | Departamento    |
| ----- | --------- | ------------------------------- | --------------- |
| 40A01 | Buga      | Buga; Área Rural no definida.   | Valle del Cauca |
| 40A02 | Melgar    | Área Rural no definida; Melgar. | Tolima          |

## Concesiones y proyectos
Actualmente la ruta no posee kilómetros entregados en Concesión para su construcción, mejoramiento y operación.